# Rodolfo Sandoval
Rodolfo Ariel Sandoval (4 de outubro de 1948) é um ex-futebolista e treinador uruguaio que atuava como meia.

## Carreira
Rodolfo Sandoval fez parte do elenco da Seleção Uruguaia de Futebol, na Copa do Mundo de  1970. 